# 造花が笑う
「造花が笑う」（ぞうかがわらう）は、日本のロックバンドACIDMANの1枚目のシングル。2002年7月31日発売。

## 概要
メジャーデビュー作。「プレ・デビュー」シングルという位置付けであり、300円という破格の値段で話題を呼んだ。ジャケットはなく、歌詞はCDケースに記載されている。CDのイラストは枯れた大地。エンハンスド仕様で「造花が笑う short clip」「Count Down 創」「Gate To Official Home Page」を収録。

## 収録曲
1. 造花が笑う (3:41) 
『ミュージックスクエア』2002年8月 - 9月度オープニングテーマ曲
メジャーデビューアルバム『創』に収録
2. scene of 創 #1 (2:24) 
アルバムダイジェスト
『創』収録の「at」、「シンプルストーリー」、「揺れる球体」が数十秒ずつダイジェストで演奏される。

作詞：オオキノブオ、作曲：ACIDMAN

## 収録アルバム
- 創 (#1)
- ACIDMAN THE BEST (#1)